# Liste des intercommunalités de la Moselle

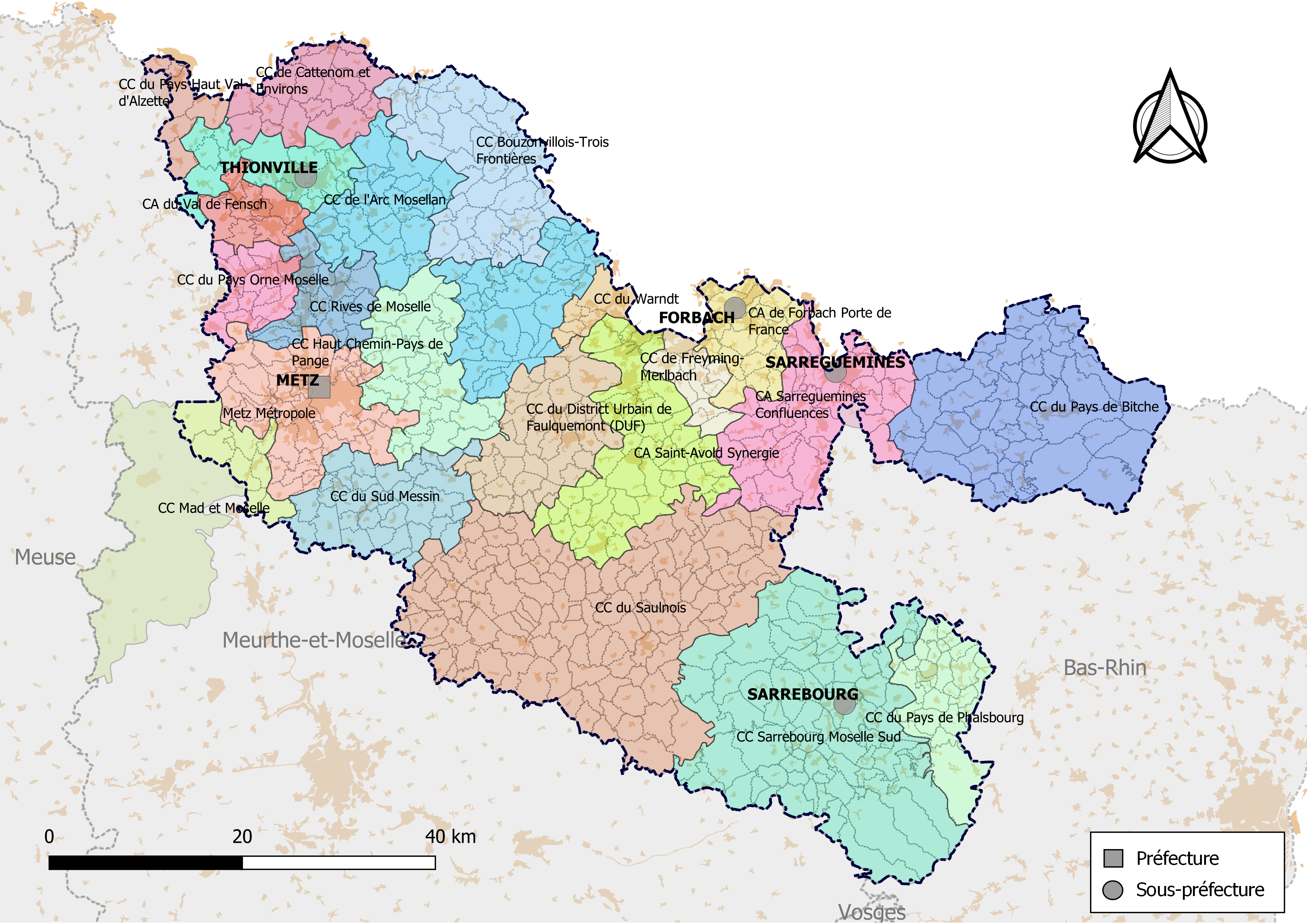
Carte des EPCI de la Moselle au 1er janvier 2019.

Depuis le 1er janvier 2017, le département de la Moselle compte 22 établissements publics de coopération intercommunale à fiscalité propre dont le siège est dans le département (5 communautés d'agglomération et 16 communautés de communes), dont deux qui sont interdépartementaux. Par ailleurs 9 communes sont groupées dans une intercommunalité dont le siège est situé hors département.

## Historique
- Le 15 décembre 2009,

Les structures intercommunales de la Moselle en 2014

  - les trois communautés de communes de Bitche et environs, du Pays du Verre et du Cristal et de Volmunster fusionnent pour former la communauté de communes du Pays de Bitche.
- Le 1er janvier 2014,
  - les trois communautés de communes de l'Accueil de l’aéroport régional de Lorraine, du Vernois et de Rémilly et environs fusionnent pour former la communauté de communes du Sud messin,
  - les deux communautés de communes de Sarrebourg et du Pays de Fénétrange fusionnent pour former la communauté de communes de Sarrebourg - Moselle Sud,
  - les deux communautés de communes de Maizières-lès-Metz et du Sillon mosellan fusionnent pour former la communauté de communes Rives de Moselle,
  - la communauté de communes du Val Saint-Pierre fusionne avec la communauté d'agglomération de Metz Métropole.
- Le 1er janvier 2017 :
  - la communauté de communes de l'Albe et des Lacs fusionne avec la communauté d'agglomération Sarreguemines Confluences,
  - création de l'Agglo Saint-Avold Centre mosellan par fusion de la communauté de communes du Pays naborien et de la communauté de communes du Centre mosellan,
  - création de la communauté de communes Bouzonvillois-Trois Frontières par fusion de la communauté de communes du Bouzonvillois et de la communauté de communes des Trois Frontières,
  - la communauté de communes de Rohrbach-lès-Bitche fusionne avec la communauté de communes du Pays de Bitche,
  - création de la communauté de communes Haut Chemin-Pays de Pange par fusion de la communauté de communes du Haut-Chemin avec la communauté de communes du Pays de Pange,
  - création de la communauté de communes Houve-Pays boulageois par fusion de la communauté de communes de la Houve et de la communauté de communes du Pays boulageois,
  - la communauté de communes de la Vallée de la Bièvre, la communauté de communes des Deux Sarres, la communauté de communes du Pays des étangs et la communauté de communes de l'Étang du Stock fusionnent avec la communauté de communes de Sarrebourg - Moselle Sud,
  - création de la communauté de communes Mad et Moselle par fusion de la communauté de communes du Val de Moselle et de la communauté de communes du Chardon Lorrain (Meurthe-et-Moselle) étendue à la commune d'Hamonville.

## Intercommunalités à fiscalité propre
| Forme juridique                                           | Nom                                  | no SIREN  | Date de création | Nombre de communes      | Population (der. pop. légale) | Superficie (km2) | Densité (hab./km2) | Siège                       | Président            |
| --------------------------------------------------------- | ------------------------------------ | --------- | ---------------- | ----------------------- | ----------------------------- | ---------------- | ------------------ | --------------------------- | -------------------- |
| Métropole                                                 | Eurométropole de Metz                | 200039865 | 1er janvier 2014 | 46                      | 228 999 (2021)                | 324,10           | 707                | Metz                        | François Grosdidier  |
| Communauté d'agglomération                                | CA Portes de France-Thionville       | 245701362 | 1er janvier 2004 | 13                      | 83 270 (2021)                 | 156,50           | 532                | Thionville                  | Pierre Cuny          |
| Communauté d'agglomération                                | CA de Forbach Porte de France        | 245700372 | 1er janvier 2003 | 21                      | 75 745 (2021)                 | 139,10           | 545                | Forbach                     | Jean-Claude Hehn     |
| Communauté d'agglomération                                | CA du Val de Fensch                  | 245701222 | 1er janvier 2000 | 10                      | 70 972 (2021)                 | 86,20            | 823                | Hayange                     | Michel Liebgott      |
| Communauté d'agglomération                                | CA Sarreguemines Confluences         | 200070746 | 1er janvier 2017 | 38 (dont 37 dans le 57) | 63 550 (2021)                 | 340,50           | 187                | Sarreguemines               | Roland Roth          |
| Communauté d'agglomération                                | CA Saint-Avold Synergie              | 200067502 | 1er janvier 2017 | 41                      | 52 150 (2021)                 | 347,50           | 150                | Saint-Avold                 | Salvatore Coscarella |
| Communauté de communes                                    | CC du Pays Orne-Moselle              | 245701271 | 4 octobre 2000   | 12                      | 52 864 (2021)                 | 93,10            | 568                | Rombas                      | Lionel Fournier      |
| Communauté de communes                                    | CC Rives de Moselle                  | 200039949 | 1er janvier 2014 | 20                      | 53 004 (2021)                 | 126,10           | 420                | Maizières-lès-Metz          | Julien Freyburger    |
| Communauté de communes                                    | CC Sarrebourg Moselle Sud            | 200068146 | 1er janvier 2017 | 76                      | 45 308 (2021)                 | 809,20           | 56                 | Sarrebourg                  | Roland Klein         |
| Communauté de communes                                    | CC du Pays de Bitche                 | 200069441 | 1er janvier 2017 | 46                      | 33 343 (2021)                 | 602,40           | 55                 | Bitche                      | David Suck           |
| Communauté de communes                                    | CC de l'Arc mosellan                 | 245701354 | 1er janvier 2004 | 26                      | 35 514 (2021)                 | 224,0            | 159                | Metzervisse                 | Arnaud Spet          |
| Communauté de communes                                    | CC de Freyming-Merlebach             | 245700398 | 1er janvier 2002 | 11                      | 31 587 (2021)                 | 74,30            | 425                | Freyming-Merlebach          | Pierre Lang          |
| Communauté de communes                                    | CC du Saulnois                       | 245701206 | 1er janvier 1998 | 128                     | 28 218 (2021)                 | 974,40           | 29                 | Château-Salins              | Jérôme END           |
| Communauté de communes                                    | CC du Pays-Haut Val d'Alzette        | 245701404 | 1er janvier 2005 | 8 (dont 6 dans le 57)   | 29 401 (2021)                 | 72,90            | 403                | Audun-le-Tiche              | Patrick Risser       |
| Communauté de communes                                    | CC de Cattenom et environs           | 245700695 | 16 janvier 1986  | 22                      | 27 543 (2021)                 | 197,40           | 140                | Cattenom                    | Michel Paquet        |
| Communauté de communes                                    | CC Bouzonvillois-Trois Frontières    | 200067486 | 1er janvier 2017 | 40                      | 24 229 (2021)                 | 329,60           | 74                 | Bouzonville                 | Armel Chabane        |
| Communauté de communes                                    | CC du District urbain de Faulquemont | 245700133 | 17 juin 1970     | 33                      | 24 129 (2021)                 | 259,60           | 93                 | Faulquemont                 | François Lavergne    |
| Communauté de communes                                    | CC Houve-Pays Boulageois             | 200067650 | 1er janvier 2017 | 37                      | 22 883 (2021)                 | 252,40           | 91                 | Boulay-Moselle              | André Boucher        |
| Communauté de communes                                    | CC Haut Chemin-Pays de Pange         | 200067957 | 1er janvier 2017 | 28                      | 19 239 (2021)                 | 257,90           | 75                 | Pange                       | Roland Chloup        |
| Communauté de communes                                    | CC du Warndt                         | 245701164 | 24 février 1997  | 5                       | 17 478 (2021)                 | 47,50            | 368                | Creutzwald                  | Jean-Paul Dastillung |
| Communauté de communes                                    | CC du Pays de Phalsbourg             | 245700950 | 1er janvier 1995 | 26                      | 17 244 (2021)                 | 183,30           | 94                 | Mittelbronn                 | Christian Untereiner |
| Communauté de communes                                    | CC du Sud Messin                     | 200039907 | 1er janvier 2014 | 34                      | 16 826 (2021)                 | 249,90           | 67                 | Goin                        | Brigitte Torloting   |
| Intercommunalité dont le siège est situé hors département |                                      |           |                  |                         |                               |                  |                    |                             |                      |
| Communauté de communes                                    | CC Mad et Moselle                    | 200070738 | 1er janvier 2017 | 47 (dont 9 dans le 57)  | 19 143 (2021)                 | 457,20           | 42                 | Thiaucourt-Regniéville (54) | Gilles Soulier       |